# Thun-Saint-Amand
Pour les articles homonymes, voir Thun (homonymie) et Saint-Amand.
Thun-Saint-Amand est une commune française située dans le département du Nord, en région Hauts-de-France.
Ses habitants s'appellent les Thunois et les Thunoises.

## Géographie

### Communes limitrophes
| Maulde   | Mortagne-du-Nord |                  |
|          | Thun-Saint-Amand | Château-l'Abbaye |
| Lecelles | Nivelle          |                  |

### Hydrographie

#### Réseau hydrographique
La commune est située dans le bassin Artois-Picardie. Elle est drainée par la Scarpe canalisée, le Courant de l'Hôpital, la Grande Traitoire, le Décours Aval, le Décours Ancien Tracé et divers autres petits cours d'eau,.
La Scarpe canalisée et une section canalisée de la Scarpe, d'une longueur de 67 km, prend sa source dans la commune de Arras et se jette  dans l'Escaut canalisée à Mortagne-du-Nord, après avoir traversé 34 communes. Les caractéristiques hydrologiques de la Scarpe canalisée sont données par la station hydrologique située sur la commune. Le débit moyen mensuel est de 5,43 m3/s. Le débit moyen journalier maximum est de 39,812 mars 202 052,4 m3/s, atteint le 9 juillet 2006.
Le Courant de l'Hôpital, d'une longueur de 29 km, prend sa source dans la commune de Auchy-lez-Orchies et se jette  dans la Scarpe canalisée sur la commune, après avoir traversé 13 communes. 
La Grande Traitoire  est un canal, chenal et un cours d'eau naturel non navigable, d'une longueur de 24 km, qui prend sa source dans la commune de Pecquencourt et se jette  dans la Scarpe canalisée à Château-l'Abbaye, après avoir traversé onze communes. 

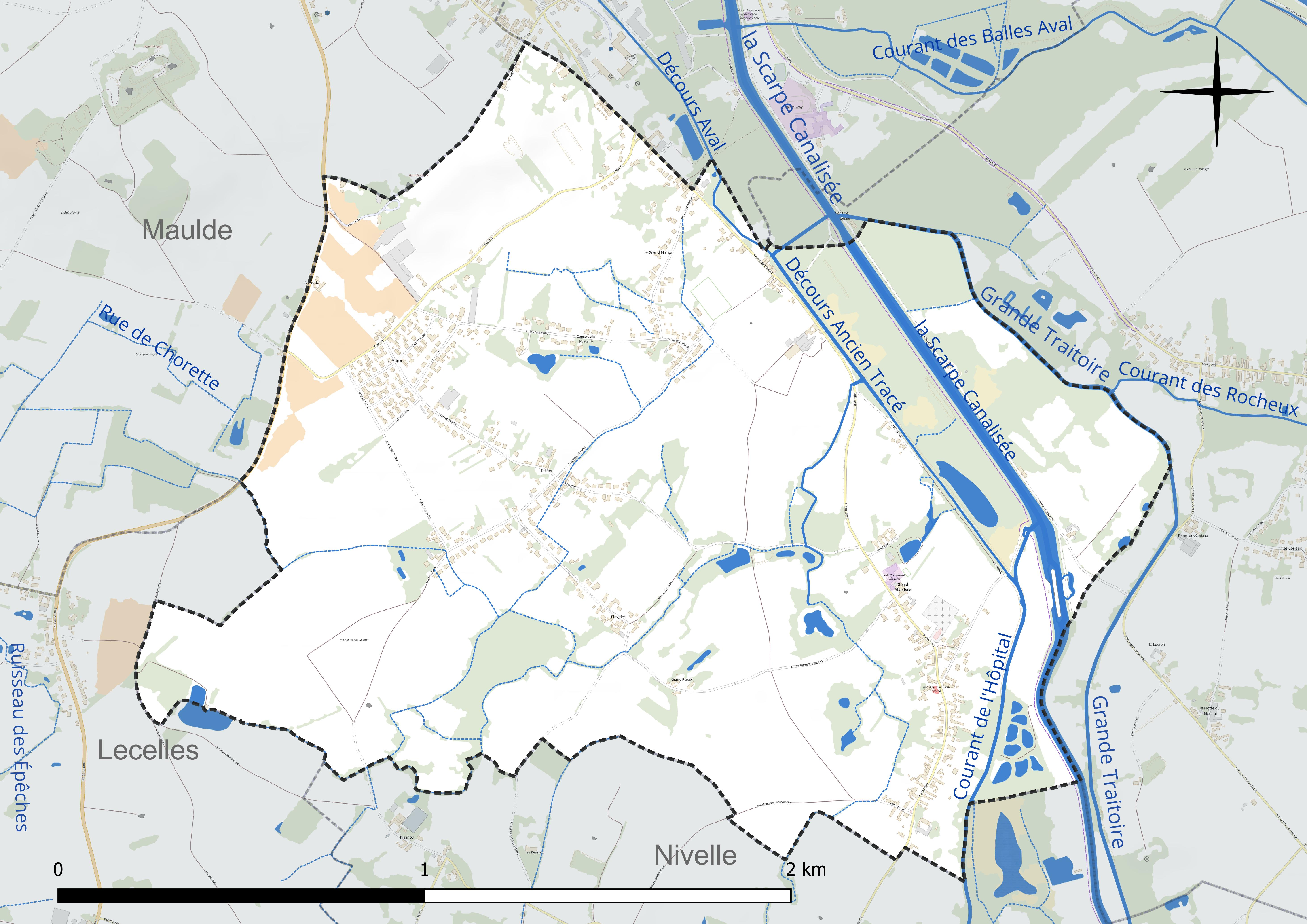
Réseau hydrographique de Thun-Saint-Amand.

#### Gestion et qualité des eaux
Le territoire communal est couvert par le schéma d'aménagement et de gestion des eaux (SAGE) « Scarpe aval ». Ce document de planification concerne un territoire de 624 km2 de superficie, délimité par le bassin versant de la Scarpe aval, comprenant la Pévèle, la plaine de la Scarpe et le bassin minier avec l'Ostrevent. Le périmètre a été arrêté le 18 mars 1997 et le SAGE proprement dit a été approuvé le 12 mars 2009, puis révisé le 5 juillet 2021. La structure porteuse de l'élaboration et de la mise en œuvre est le parc naturel régional Scarpe-Escaut. 
La qualité des cours d'eau peut être consultée sur un site dédié géré par les agences de l'eau et l'Agence française pour la biodiversité. 

### Climat
Pour des articles plus généraux, voir Climat des Hauts-de-France et Climat du Nord.
En 2010, le climat de la commune est de type climat océanique dégradé des plaines du Centre et du Nord, selon une étude du CNRS s'appuyant sur une série de données couvrant la période 1971-2000. En 2020, Météo-France publie une typologie des climats de la France métropolitaine dans laquelle la commune est dans une zone de transition entre le climat océanique et le climat océanique altéré et est dans la région climatique  Nord-est du bassin Parisien, caractérisée par un ensoleillement médiocre, une pluviométrie moyenne régulièrement répartie au cours de l'année et un hiver froid (3 °C). 
Pour la période 1971-2000, la température annuelle moyenne est de 10,7 °C, avec une amplitude thermique annuelle de 14,6 °C. Le cumul annuel moyen de précipitations est de 720 mm, avec 12,3 jours de précipitations en janvier et 9,6 jours en juillet. Pour la période 1991-2020, la température moyenne annuelle observée sur la station météorologique la plus proche, située sur la commune de Valenciennes à 14 km à vol d'oiseau, est de 11,0 °C et le cumul annuel moyen de précipitations est de 694,1 mm,. Pour l'avenir, les paramètres climatiques de la commune estimés pour 2050 selon différents scénarios d'émission de gaz à effet de serre sont consultables sur un site dédié publié par Météo-France en novembre 2022.

## Urbanisme

### Typologie
Au 1er janvier 2024, Thun-Saint-Amand est catégorisée bourg rural, selon la nouvelle grille communale de densité à sept niveaux définie par l'Insee en 2022.
Elle appartient à l'unité urbaine de Mortagne-du-Nord (partie française), une agglomération internationale regroupant quatre  communes, dont elle est ville-centre,,. Par ailleurs la commune fait partie de l'aire d'attraction de Lille (partie française), dont elle est une commune de la couronne,. Cette aire, qui regroupe 201 communes, est catégorisée dans les aires de 700 000 habitants ou plus (hors Paris),.

### Occupation des sols
L'occupation des sols de la commune, telle qu'elle ressort de la base de données européenne d'occupation biophysique des sols Corine Land Cover (CLC), est marquée par l'importance des territoires agricoles (79,6 % en 2018), en diminution par rapport à 1990 (95,8 %). La répartition détaillée en 2018 est la suivante : 
zones agricoles hétérogènes (47 %), terres arables (21,3 %), zones urbanisées (15,7 %), prairies (11,3 %), forêts (4,8 %). L'évolution de l'occupation des sols de la commune et de ses infrastructures peut être observée sur les différentes représentations cartographiques du territoire : la carte de Cassini (XVIIIe siècle), la carte d'état-major (1820-1866) et les cartes ou photos aériennes de l'IGN pour la période actuelle (1950 à aujourd'hui).

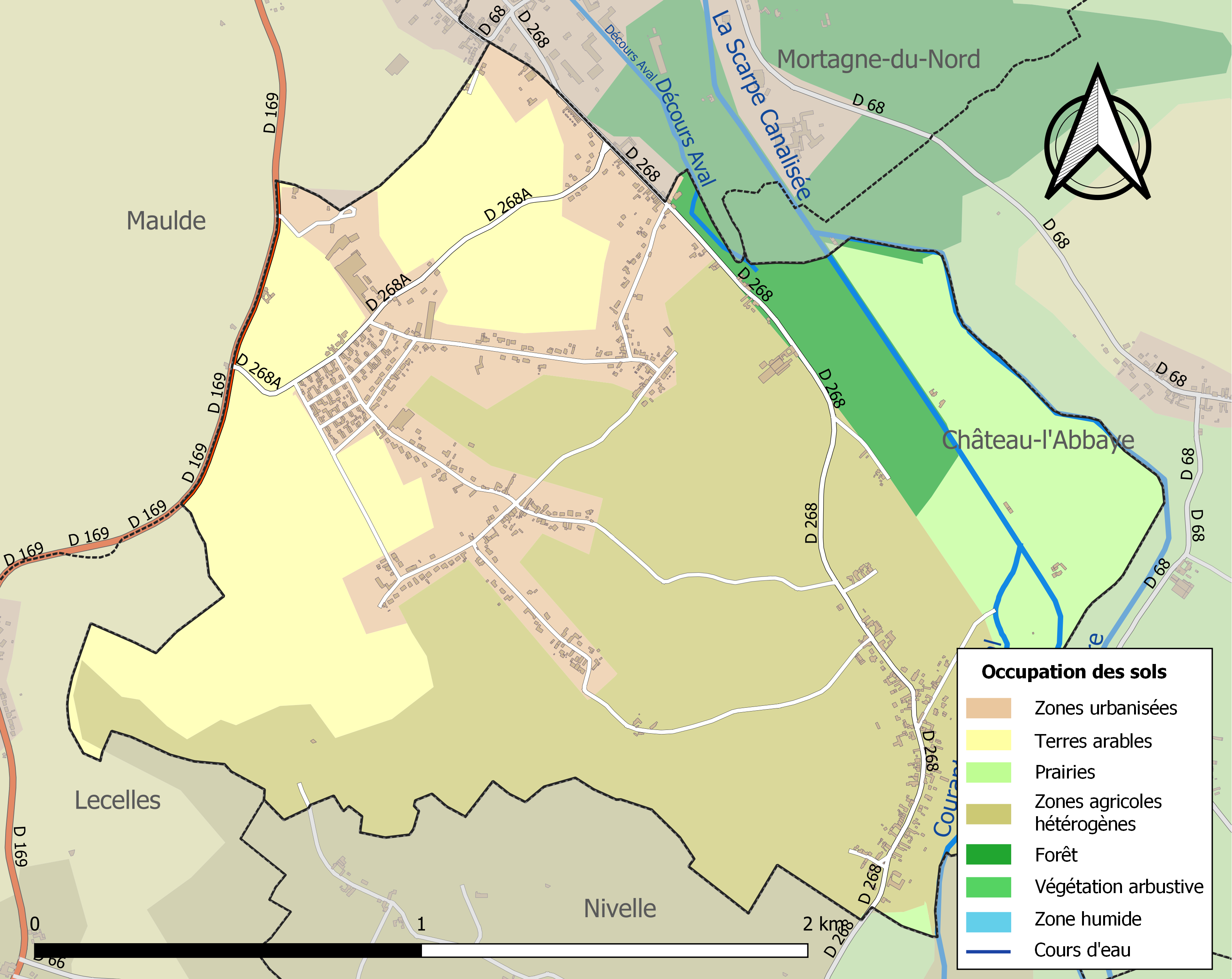
Carte des infrastructures et de l'occupation des sols de la commune en 2018 (CLC).

### Voies de communications et transports
La commune est desservie par la ligne 134 du réseau Transvilles.

## Histoire
La première mention de ce village date de 1159. Il s'appelle alors Tuns, du mot germanique tun qui signifie ferme.
Thun faisait autrefois partie du Hainaut et du diocèse de Tournai et devient, à la suite de l'arrêté du 27 janvier 1962, Thun-Saint-Amand.

### Héraldique
| Blason de Thun-Saint-Amand | Blason  | Parti émanché d'argent et de gueules. |
| Blason de Thun-Saint-Amand | Détails |                                       |

## Politique et administration
Maire en 1802-1803 : Canipel.

Maire en 1807 : Raviart.
| Période                                  | Période                    | Identité          | Étiquette | Qualité                                                                        |
| ---------------------------------------- | -------------------------- | ----------------- | --------- | ------------------------------------------------------------------------------ |
| Les données manquantes sont à compléter. |                            |                   |           |                                                                                |
| mars 1989                                | mars 2014                  | Rose-Marie Caby   | RPR-UMP   | Conseillère générale du Canton de Saint-Amand-les-Eaux-Rive gauche (2001-2008) |
| 2014                                     | En cours (au 30 août 2014) | Jean-Noël Broquet | DVD       |                                                                                |

### Instances judiciaires et administratives
La commune relève du tribunal d'instance de Valenciennes, du tribunal de grande instance de Valenciennes, de la cour d'appel de Douai, du tribunal pour enfants de Valenciennes, du conseil de prud'hommes de Valenciennes, du tribunal de commerce de Valenciennes, du tribunal administratif de Lille et de la cour administrative d'appel de Douai.

## Population et société

### Démographie

#### Évolution démographique
L'évolution du nombre d'habitants est connue à travers les recensements de la population effectués dans la commune depuis 1800. Pour les communes de moins de 10 000 habitants, une enquête de recensement portant sur toute la population est réalisée tous les cinq ans, les populations de référence des années intermédiaires étant quant à elles estimées par interpolation ou extrapolation. Pour la commune, le premier recensement exhaustif entrant dans le cadre du nouveau dispositif a été réalisé en 2005.

En 2022, la commune comptait 1 102 habitants, en évolution de −2,56 % par rapport à 2016 (Nord : +0,51 %, France hors Mayotte : +2,11 %).
| 1800 | 1806 | 1821 | 1831 | 1836  | 1841  | 1846 | 1851 | 1856 |
| ---- | ---- | ---- | ---- | ----- | ----- | ---- | ---- | ---- |
| 530  | 600  | 770  | 921  | 1 109 | 1 138 | 710  | 709  | 659  |

| 1861 | 1866 | 1872 | 1876 | 1881 | 1886 | 1891 | 1896 | 1901 |
| ---- | ---- | ---- | ---- | ---- | ---- | ---- | ---- | ---- |
| 620  | 620  | 600  | 564  | 571  | 558  | 501  | 533  | 570  |

| 1906 | 1911 | 1921 | 1926  | 1931  | 1936 | 1946 | 1954  | 1962  |
| ---- | ---- | ---- | ----- | ----- | ---- | ---- | ----- | ----- |
| 567  | 822  | 770  | 1 306 | 1 197 | 927  | 913  | 1 158 | 1 246 |

| 1968  | 1975  | 1982  | 1990  | 1999  | 2005  | 2006  | 2010  | 2015  |
| ----- | ----- | ----- | ----- | ----- | ----- | ----- | ----- | ----- |
| 1 283 | 1 206 | 1 127 | 1 066 | 1 033 | 1 081 | 1 092 | 1 136 | 1 135 |

| 2020  | 2022  | - | - | - | - | - | - | - |
| ----- | ----- | - | - | - | - | - | - | - |
| 1 116 | 1 102 | - | - | - | - | - | - | - |

#### Pyramide des âges
La population de la commune est relativement jeune.
En 2018, le taux de personnes d'un âge inférieur à 30 ans s'élève à 35,5 %, soit en dessous de la moyenne départementale (39,5 %). À l'inverse, le taux de personnes d'âge supérieur à 60 ans est de 19,9 % la même année, alors qu'il est de 22,5 % au niveau départemental.
En 2018, la commune comptait 577 hommes pour 545 femmes, soit un taux de 51,43 % d'hommes, largement supérieur au taux départemental (48,23 %).
Les pyramides des âges de la commune et du département s'établissent comme suit.
| Hommes | Classe d’âge | Femmes |
| ------ | ------------ | ------ |
| 0,3    | 90 ou +      | 0,4    |
| 3,3    | 75-89 ans    | 5,4    |
| 14,5   | 60-74 ans    | 16,1   |
| 25,1   | 45-59 ans    | 23,6   |
| 19,7   | 30-44 ans    | 20,8   |
| 16,4   | 15-29 ans    | 17,2   |
| 20,7   | 0-14 ans     | 16,6   |

| Hommes | Classe d’âge | Femmes |
| ------ | ------------ | ------ |
| 0,5    | 90 ou +      | 1,4    |
| 5,3    | 75-89 ans    | 8,1    |
| 14,8   | 60-74 ans    | 16,2   |
| 19,1   | 45-59 ans    | 18,4   |
| 19,5   | 30-44 ans    | 18,7   |
| 20,7   | 15-29 ans    | 19,1   |
| 20,2   | 0-14 ans     | 18     |

## Lieux et monuments

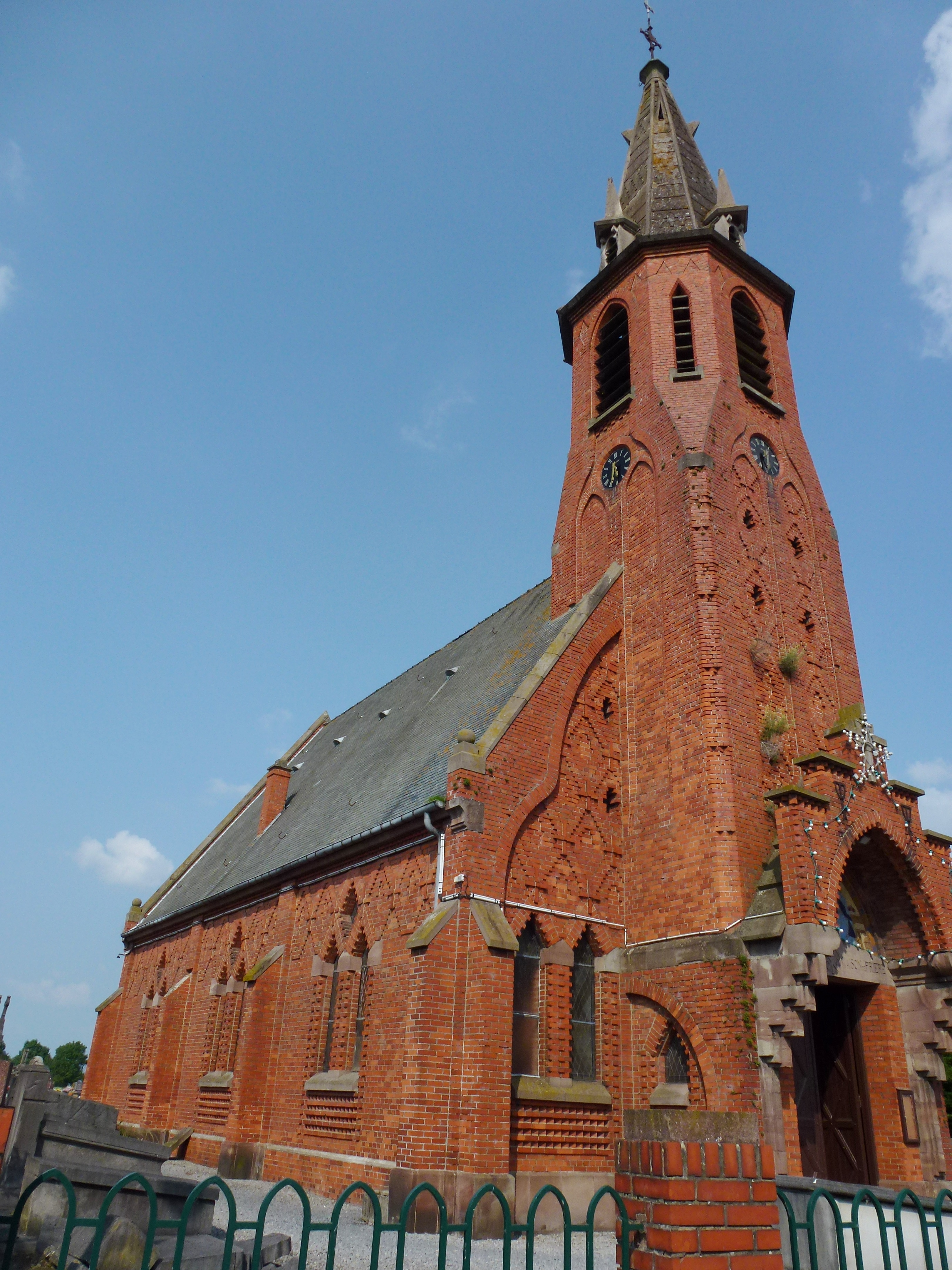
Église Saint-Éloi
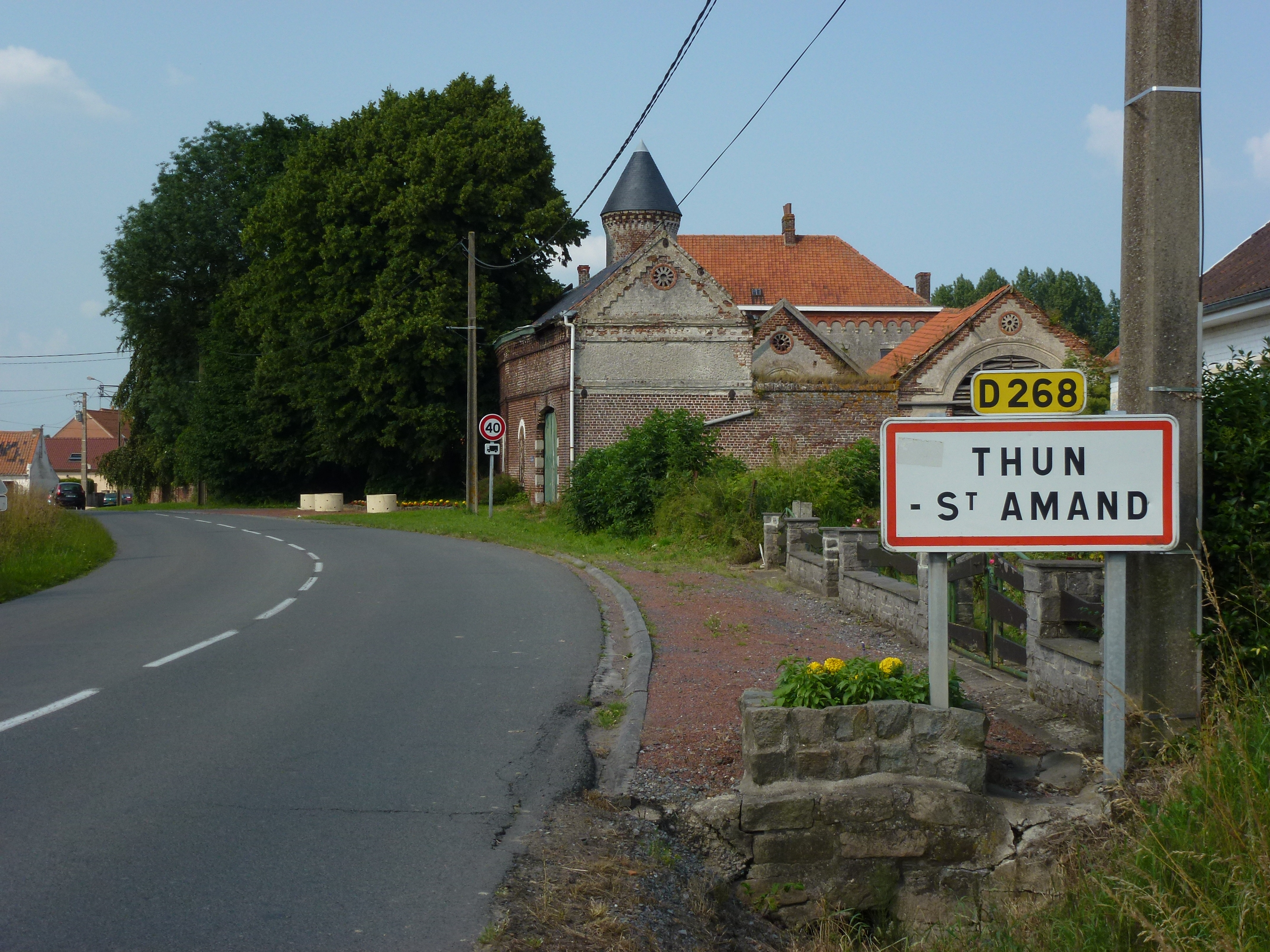
Entrée du village
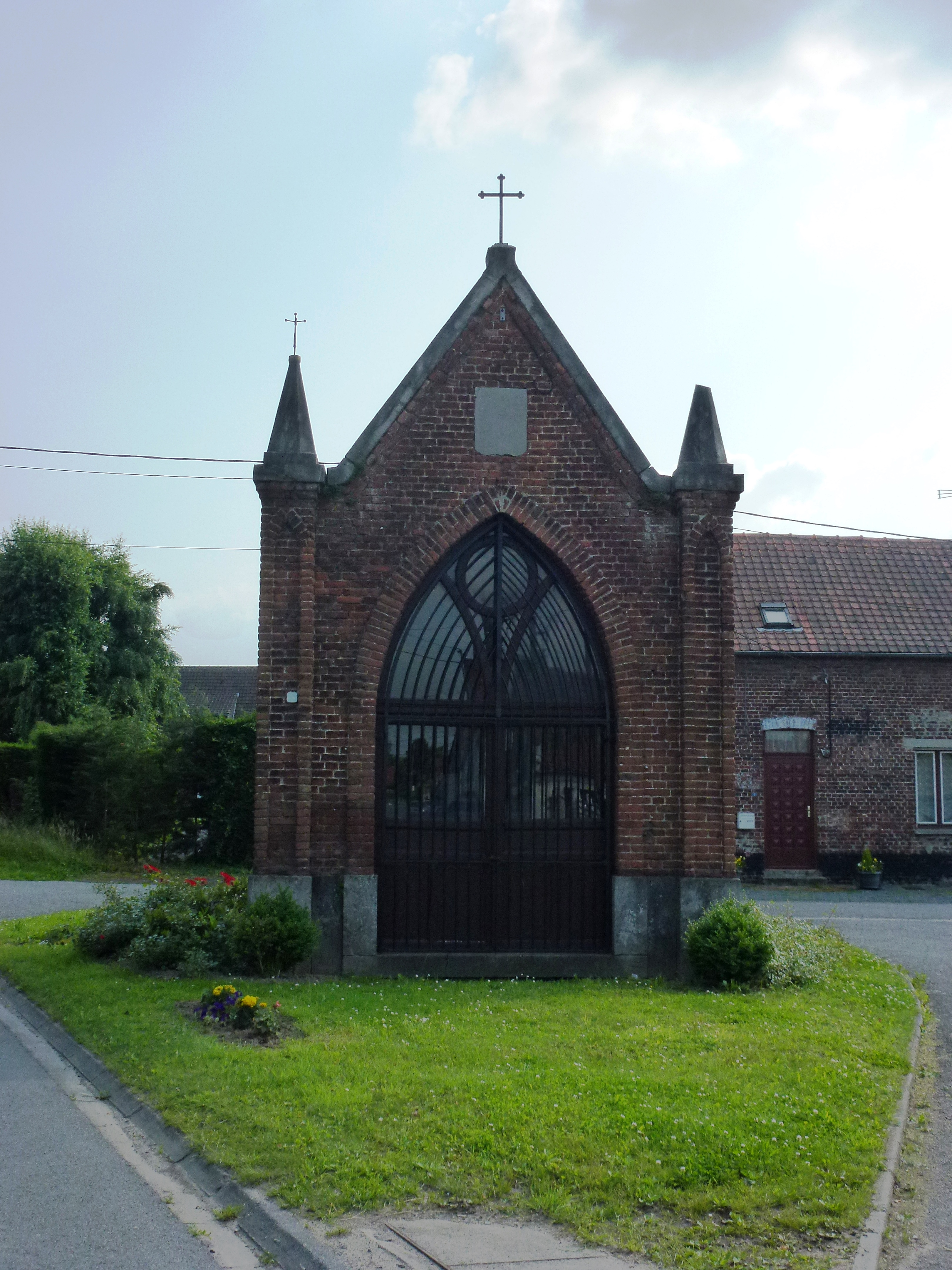
Oratoire

## Personnalités liées à la commune
Jean Stablinski, champion du monde de cyclisme sur route en 1962, champion de France en 1960, 1962, 1963 et 1964.

## Pour approfondir